# Bernstorff

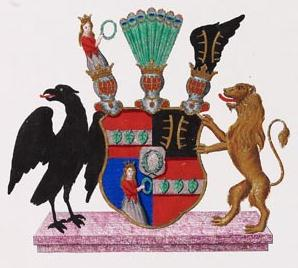
Escudo dos condes de Bernstorff

Bernstorff é uma família nobre alemã-dinamarquesa de origem mecklemburga. Membros notáveis da família incluem:
- Andreas Gottlieb von Bernstorff (1649–1726), ministro hanoveriano que acompanhou George I à Grã-Bretanha quando se tornou rei
- Johann Hartwig Ernst von Bernstorff (1712–1772), estadista dinamarquês
- Andreas Peter Bernstorff (1735–1797), ministro de Estado dinamarquês
- Christian Günther von Bernstorff (1769–1835), estadista dinamarquês e prussiano
- Joachim Frederik Bernstorff (1771–1835), estadista dinamarquês
- Albrecht von Bernstorff (1809–1873), diplomata, ministro das Relações Exteriores da Prússia (1861–1862)
- Andreas Bernstorff (1811–1864), oficial militar dinamarquês
- Percy von Bernstorff (1858–1930), funcionário público alemão
- Johann Heinrich von Bernstorff (1862–1939), diplomata alemão
- Georg Ernst von Bernstorff (1870–1939), político alemão
- Albrecht von Bernstorff, diplomata alemão e combatente da resistência